# Ontledingsreactie
Een ontledingsreactie is een chemische reactie waarbij de chemische binding van een stof wordt verbroken, waardoor deze stof overgaat in twee of meer andere stoffen. Bij iedere, willekeurige chemische reactie worden reactanten afgebroken en producten gevormd. Ontledingsreacties zijn  reacties waarbij er vanuit één enkele reactant meerdere producten worden gevormd. Het omgekeerde van een ontledingsreactie is een combinatiereactie.

## Energie van ontleding
Veel ontledingsreacties zijn endotherm: het kost energie om ze te laten verlopen. Dit kan worden verklaard met het reactiemechanisme van een ontleding. Om een ontleding te beginnen hoeft niet te worden gewacht tot de reactanten bij elkaar komen, aangezien er maar één reactant is. De atomen binnen het molecuul van de reactant worden herschikt en er worden bindingen verbroken, maar er worden geen nieuwe bindingen gevormd. 
Een exotherme ontledingsreactie kan thermodynamisch gezien zonder meer verlopen. De enige reden dat de stof niet spontaan ontleedt is dat de deeltjes van de reactant onvoldoende energie hebben. Omdat de interne energie van de deeltjes lager ligt dan de activeringsenergie van de reactie treedt de ontleding niet spontaan op. Een dergelijke stof is (slechts) kinetisch stabiel; de stof is echter thermodynamisch instabiel: wanneer een dergelijke exotherme ontleding ergens toevallig (bijvoorbeeld door een energie-impuls vanuit de omgeving) begint, dan dient de vrijkomende chemische energie als activeringsenergie zodat ook de naburige moleculen ontleden. Er vindt dan een kettingreactie plaats waarbij de ontleding snel afloopt. Hierbij kan, vooral als er gasvormige producten ontstaan, een explosie plaatsvinden. Een voorbeeld is de ontleding van droog picrinezuur: deze kan al beginnen door een mechanische schok. 
Alle thermodynamisch stabiele chemische verbindingen hebben endotherme ontledingsreacties: er moet continu energie worden toegevoerd om ze te laten verlopen.

## Energietoevoer
De energie voor de endotherme ontledingsreactie kan op verschillende manieren worden toegevoerd. Afhankelijk van het type energietoevoer krijgt de reactie een meer specifieke naam:
- Thermolyse: ontleding door temperatuurverhoging, met pyrolyse als extreem geval;
- Elektrolyse: ontleding met behulp van elektriciteit;
- Fotolyse: ontleding met behulp van licht (en bij uitbreiding elektromagnetische straling);
- Hydrolyse: ontleding met behulp van water; hierbij is er wel een tweede reactant.